# Olimpia Basket Matera
O Olimpia Matera Basket, conhecido também como Bawer Olimpia Matera por motivos de patrocinadores, é um clube de basquetebol baseado em Matera, Basilicata, Itália que atualmente disputa a Série B, relativa à terceira divisão italiana. Manda seus jogos no PalaSassi com capacidade de 1.800 espectadores. 

## Histórico de Temporadas
| Temporada | Nível | Liga         | Pos.                             | J                                | PL                               | Resultado                        |
| --------- | ----- | ------------ | -------------------------------- | -------------------------------- | -------------------------------- | -------------------------------- |
| 2010-11   | 3     | A dilettanti | 7º                               | 16-14                            |                                  | Salvo nos playouts               |
| 2011-12   | 3     | DN A         | 6º                               | 15-19                            |                                  | Salvo nos playouts               |
| 2012-13   | 3     | DN A         | 2º                               | 22-12                            | 3-4                              | Finalista                        |
| 2013-14   | 3     | DN A Silver  | 8º                               | 15-13                            | 3-4                              | Semifinais                       |
| 2014-15   | 2     | Serie A2     | 15º                              | 8-22                             |                                  |                                  |
| 2015-16   | 2     | Serie A2     | 16º                              | 3-27                             |                                  | Rebaixado                        |
| 2016-17   | 3     | Serie B      | 6º                               | 17-13                            | 1-2                              | Quartas de finais                |
| 2017-18   | 3     | Serie B      | 7                                | 16-14                            | 1-2                              | Quartas de finais                |
| 2018-19   | 3     | Serie B      | 6º                               | 21-9                             | 2-4                              | Semifinal Gr. C                  |
| 2019-20   | 3     | Serie B      | Cancelado - Pandemia de COVID-19 | Cancelado - Pandemia de COVID-19 | Cancelado - Pandemia de COVID-19 | Cancelado - Pandemia de COVID-19 |
| 2020-21   | 3     | Serie B      |                                  |                                  |                                  |                                  |

fonte:eurobasket.com